# Lekkoatletyka na Letnich Igrzyskach Olimpijskich 1968 – bieg na 1500 m mężczyzn
Bieg na 1500 metrów mężczyzn podczas XIX Letnich Igrzysk Olimpijskich w Meksyku rozegrano 18 (eliminacje), 19 (półfinały) i 20 października 1968 (finał) na Estadio Olímpico Universitario. Zwycięzcą został reprezentant Kenii Kipchoge Keino, który w finale ustanowił rekord olimpijski z wynikiem 3:34,9.

## Rekordy

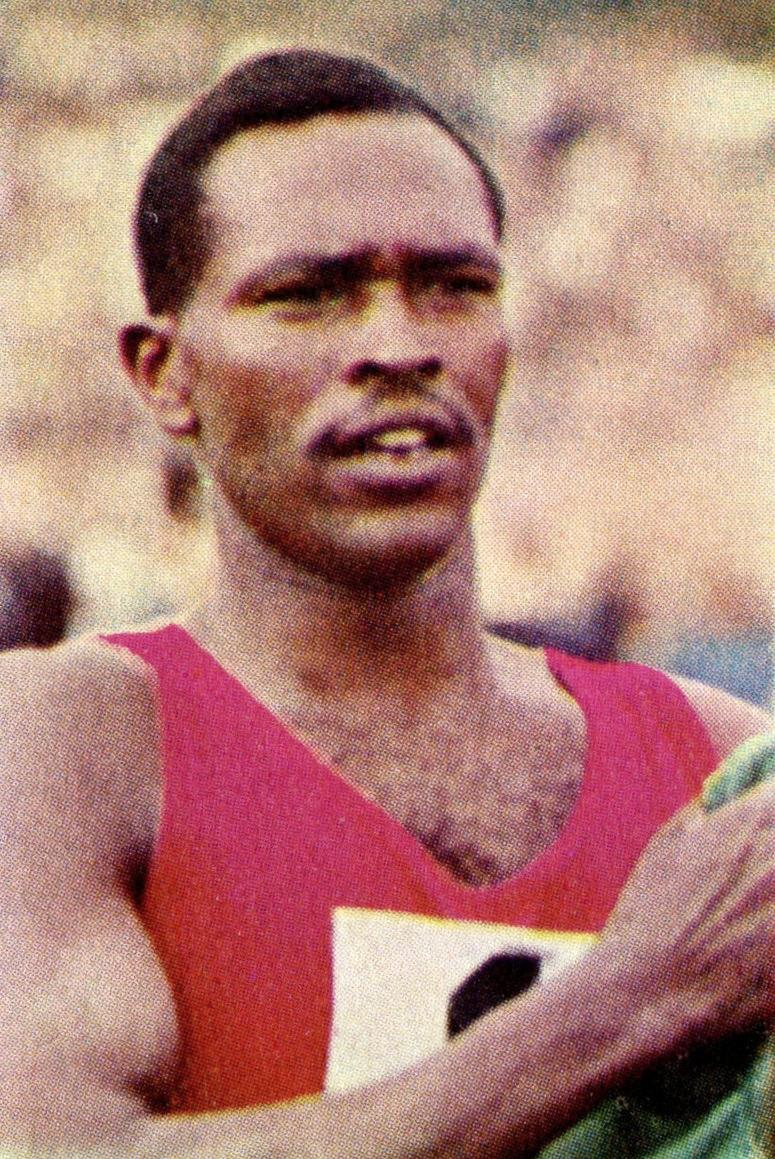
Kipchoge Keino

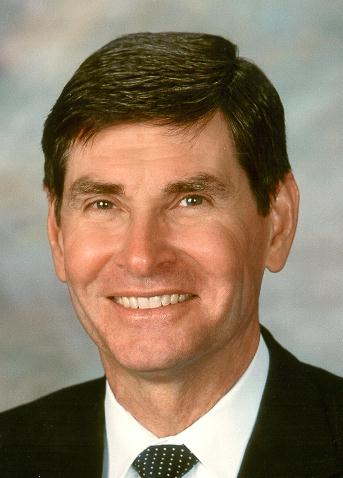
Jim Ryun

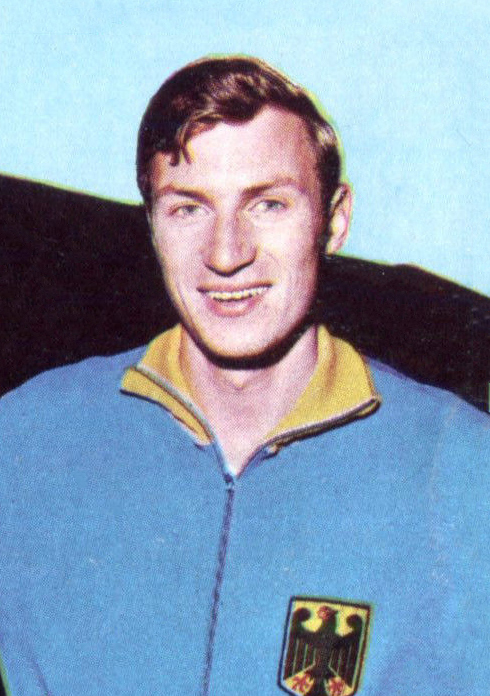
Bodo Tümmler

|                   | zawodnik     | narodowość        | czas   | data                 | miejsce     |
| ----------------- | ------------ | ----------------- | ------ | -------------------- | ----------- |
| Rekord świata     | Jim Ryun     | Stany Zjednoczone | 3:33,1 | 8 lipca 1967(dts)    | Los Angeles |
| Rekord olimpijski | Herb Elliott | Australia         | 3:35,6 | 6 września 1960(dts) | Tokio       |

## Wyniki
| Poz. - pozycja |
| – rekord świata \| – rekord krajowy \| – rekord życiowy \| = – wyrównany rekord życiowy \| · – najlepszy wynik w sezonie \| = – wyrównany najlepszy wynik w sezonie \| – rekord olimpijski |
| Fn – falstart \| DNF – nie ukończył \| DNS – nie wystartował \| DSQ – zdyskwalifikowany |

### Eliminacje
Rozegrano pięć biegów eliminacyjnych. Do półfinałów awansowało po pięciu najlepszych zawodników z każdego biegu (Q).

#### Bieg 1
| Poz. | Zawodnik        | Narodowość      | Rezultat | Uwagi |
| ---- | --------------- | --------------- | -------- | ----- |
| 1    | Kipchoge Keino  | Kenia           | 3:45,9   | Q     |
| 2    | Bodo Tümmler    | RFN             | 3:51,5   | Q     |
| 3    | John Boulter    | Wielka Brytania | 3:51,6   | Q     |
| 4    | Jorge Grosser   | Chile           | 3:51,7   | Q     |
| 5    | Francesco Arese | Włochy          | 3:51,8   | Q     |
| 6    | David Bailey    | Kanada          | 3:52,1   |       |
| 7    | Róbert Honti    | Węgry           | 3:54,9   |       |
| 8    | Rudolf Klaban   | Austria         | 3:59,1   |       |
| 9    | Julio Quevedo   | Gwatemala       | 4:03,1   |       |
| 10   | Édouard Sagna   | Senegal         | 4:04,1   |       |
| 11   | Emilio Barahona | Honduras        | 4:56,0   |       |

#### Bieg 2
| Poz. | Zawodnik             | Narodowość        | Rezultat | Uwagi |
| ---- | -------------------- | ----------------- | -------- | ----- |
| 1    | Tom Von Ruden        | Stany Zjednoczone | 3:59,1   | Q     |
| 2    | André Dehertoghe     | Belgia            | 3:59,3   | Q     |
| 3    | Henryk Szordykowski  | Polska            | 3:59,3   | Q     |
| 4    | Claude Nicolas       | Francja           | 3:59,3   | Q     |
| 5    | Arnd Krüger          | RFN               | 3:59,3   | Q     |
| 6    | Renzo Finelli        | Włochy            | 3:59,5   |       |
| 7    | Ove Berg             | Szwecja           | 4:00,4   |       |
| 8    | Tom Hansen           | Dania             | 4:01,4   |       |
| 9    | Ramasamy Subramaniam | Malezja           | 4:06,4   |       |
| 10   | Miguel Núñez         | Dominikana        | 4:23,6   |       |

#### Bieg 3
| Poz. | Zawodnik        | Narodowość     | Rezultat | Uwagi |
| ---- | --------------- | -------------- | -------- | ----- |
| 1    | Ben Jipcho      | Kenia          | 3:46,4   | Q     |
| 2    | Oleg Rajko      | ZSRR           | 3:46,8   | Q     |
| 3    | Harald Norpoth  | RFN            | 3:46,9   | Q     |
| 4    | Josef Odložil   | Czechosłowacja | 3:47,4   | Q     |
| 5    | Jacky Boxberger | Francja        | 3:47,5   | Q     |
| 6    | José Neri       | Meksyk         | 3:47,5   |       |
| 7    | Jorge González  | Hiszpania      | 3:50,4   |       |
| 8    | Joanis Wirwilis | Grecja         | 3:55,5   |       |
| 9    | Xaver Frick     | Liechtenstein  | 4:15,3   |       |
| 10   | Alfredo Cubías  | Salwador       | 4:32,5   |       |
| –    | Jean Wadoux     | Francja        | DNS      |       |

#### Bieg 4
| Poz. | Zawodnik         | Narodowość        | Rezultat | Uwagi |
| ---- | ---------------- | ----------------- | -------- | ----- |
| 1    | Jim Ryun         | Stany Zjednoczone | 3:45,7   | Q     |
| 2    | Jadour Haddou    | Maroko            | 3:47,0   | Q     |
| 3    | Edgard Salvé     | Belgia            | 3:47,1   | Q     |
| 4    | Arne Kvalheim    | Norwegia          | 3:47,4   | Q     |
| 5    | Norm Trerise     | Kanada            | 3:47,6   | Q     |
| 6    | Gianni Del Buono | Włochy            | 3:48,4   |       |
| 7    | Peter Watson     | Australia         | 3:55,4   |       |
| 8    | Maurice Benn     | Wielka Brytania   | 3:56,4   |       |
| 9    | Pekka Vasala     | Finlandia         | 4:08,5   |       |
| 10   | Willie Ríos      | Portoryko         | 4:14,4   |       |
| 11   | Jeff Payne       | Bermudy           | 4:18,9   |       |
| –    | Guillermo Cuello | Argentyna         | DNS      |       |

#### Bieg 5
| Poz. | Zawodnik            | Narodowość        | Rezultat | Uwagi |
| ---- | ------------------- | ----------------- | -------- | ----- |
| 1    | Marty Liquori       | Stany Zjednoczone | 3:52,7   | Q     |
| 2    | Hansrüedi Knill     | Szwajcaria        | 3:52,8   | Q     |
| 3    | John Whetton        | Wielka Brytania   | 3:53,0   | Q     |
| 4    | Ahmed Issa          | Czad              | 3:53,1   | Q     |
| 5    | Michaił Żełobowski  | ZSRR              | 3:53,2   | Q     |
| 6    | Matias Habtemichael | Etiopia           | 3:53,2   |       |
| 7    | Anders Gärderud     | Szwecja           | 3:54,2   |       |
| 8    | Byron Dyce          | Jamajka           | 3:54,6   |       |
| 9    | Jerzy Maluśki       | Polska            | 3:54,8   |       |
| 10   | Frank Murphy        | Irlandia          | 3:54,8   |       |
| 11   | Rudi Simon          | Belgia            | 4:06,9   |       |
| 12   | Arturo Córdoba      | Honduras          | 5:18,9   |       |

### Półfinały
Rozegrano dwa biegi półfinałowe. Do finału awansowało po sześciu najlepszych zawodników z każdego biegu (Q).

#### Bieg 1
| Poz. | Zawodnik            | Narodowość        | Rezultat | Uwagi |
| ---- | ------------------- | ----------------- | -------- | ----- |
| 1    | Bodo Tümmler        | RFN               | 3:53,6   | Q     |
| 2    | Jacky Boxberger     | Francja           | 3:53,9   | Q     |
| 3    | Tom Von Ruden       | Stany Zjednoczone | 3:54,1   | Q     |
| 4    | Henryk Szordykowski | Polska            | 3:54,2   | Q     |
| 5    | Harald Norpoth      | RFN               | 3:54,3   | Q     |
| 6    | Ben Jipcho          | Kenia             | 3:54,6   | Q     |
| 7    | Francesco Arese     | Włochy            | 3:54,8   |       |
| 8    | Arne Kvalheim       | Norwegia          | 3:55,3   |       |
| 9    | John Boulter        | Wielka Brytania   | 3:56,1   |       |
| 10   | Edgard Salvé        | Belgia            | 3:58,1   |       |
| 11   | Michaił Żełobowski  | ZSRR              | 3:59,0   |       |
| 12   | Jadour Haddou       | Maroko            | 4:01,6   |       |

#### Bieg 2
| Poz. | Zawodnik         | Narodowość        | Rezultat | Uwagi |
| ---- | ---------------- | ----------------- | -------- | ----- |
| 1    | Jim Ryun         | Stany Zjednoczone | 3:51,2   | Q     |
| 2    | Kipchoge Keino   | Kenia             | 3:51,4   | Q     |
| 3    | John Whetton     | Wielka Brytania   | 3:52,0   | Q     |
| 4    | Marty Liquori    | Stany Zjednoczone | 3:52,1   | Q     |
| 5    | Josef Odložil    | Czechosłowacja    | 3:52,5   | Q     |
| 6    | André Dehertoghe | Belgia            | 3:52,5   | Q     |
| 7    | Oleg Rajko       | ZSRR              | 3:52,7   |       |
| 8    | Ahmed Issa       | Czad              | 3:53,2   |       |
| 9    | Hansrüedi Knill  | Szwajcaria        | 3:53,6   |       |
| 10   | Norm Trerise     | Kanada            | 3:57,2   |       |
| 11   | Claude Nicolas   | Francja           | 4:04,4   |       |
| 12   | Arnd Krüger      | RFN               | 4:05,3   |       |
| –    | Jorge Grosser    | Chile             | DNF      |       |

### Finał
| Poz. | Zawodnik            | Narodowość        | Rezultat | Uwagi |
| ---- | ------------------- | ----------------- | -------- | ----- |
| 1    | Kipchoge Keino      | Kenia             | 3:34,9   | [ 1 ] |
| 2    | Jim Ryun            | Stany Zjednoczone | 3:37,8   |       |
| 3    | Bodo Tümmler        | RFN               | 3:39,0   |       |
| 4    | Harald Norpoth      | RFN               | 3:42,5   |       |
| 5    | John Whetton        | Wielka Brytania   | 3:43,8   |       |
| 6    | Jacky Boxberger     | Francja           | 3:46,6   |       |
| 7    | Henryk Szordykowski | Polska            | 3:46,6   |       |
| 8    | Josef Odložil       | Czechosłowacja    | 3:48,6   |       |
| 9    | Tom Von Ruden       | Stany Zjednoczone | 3:49,2   |       |
| 10   | Ben Jipcho          | Kenia             | 3:51,2   |       |
| 11   | André Dehertoghe    | Belgia            | 3:53,6   |       |
| 12   | Marty Liquori       | Stany Zjednoczone | 4:18,2   |       |